# Josiah Strong
Pour les articles homonymes, voir Strong.
Josiah Strong (14 avril 1847 - 26 juin 1916) est un pasteur protestant américain. C'est le fondateur de l'Évangile social qui propose d'appliquer les principes du protestantisme pour résoudre les problèmes liés à l'industrialisation, à l'urbanisation et à l'émigration. 

## Carrière
Entre 1886 et 1898 il occupe le poste de secrétaire général de l'Alliance évangélique américaine, un groupe de missions protestantes.  Ses talents de propagandiste en font un homme influent dans l'opinion publique.
Il est surtout connu pour son ouvrage, Our Country: Its Possible Future and Its Present Crisis publié en 1885. Il reprend le thème de la destinée manifeste des États-Unis sur le continent américain à laquelle il ajoute l'idée d'une mission mondiale pour  son pays. Le tout est lié à l'idée de la supériorité de la "race" anglo-saxonne. Strong explique que c'est le devoir des anglo-saxons de répandre sur la planète les bienfaits de la démocratie, du protestantisme et de la libre-entreprise. Le pasteur pense que Dieu est en guerre partout contre l'égoïsme des hommes. Les chrétiens doivent donc eux aussi combattre l'égoïsme même s'ils doivent prendre les armes pour cela. Cet ouvrage a comme effet de promouvoir l'impérialisme américain dans le monde protestant. 
Josiah Strong écrit ceci : « Again, another characteristic of the Anglo-Saxon is what may be called an instinct or genius for colonizing »... he is develop-ing in the United States an energy which, in eager activity and effectiveness, is peculiarly American. ... Nothing can save the inferior race but a ready and pliant assimilation ».